# Cebus cesarae
Sapajou du Cesar
Espèce
Statut de conservation UICN

ENA4cd : En danger
Révision du 02/03/2020
Statut CITES
Cebus cesarae, le Sapajou du Cesar, est une espèce de singes capucins endémique du nord de la Colombie. Considéré, jusqu'en 2012, comme une sous-espèce du Capucin à front blanc (Cebus albifrons), son statut taxonomique est remis en cause à la suite des analyses génétiques réalisées par Jean Philippe Boubli qui révèlent que le Sapajou du César est en réalité un proche parent du Capucin moine Cebus capucinus et du Capucin (à front blanc) varié Cebus versicolor (en).

## Répartition

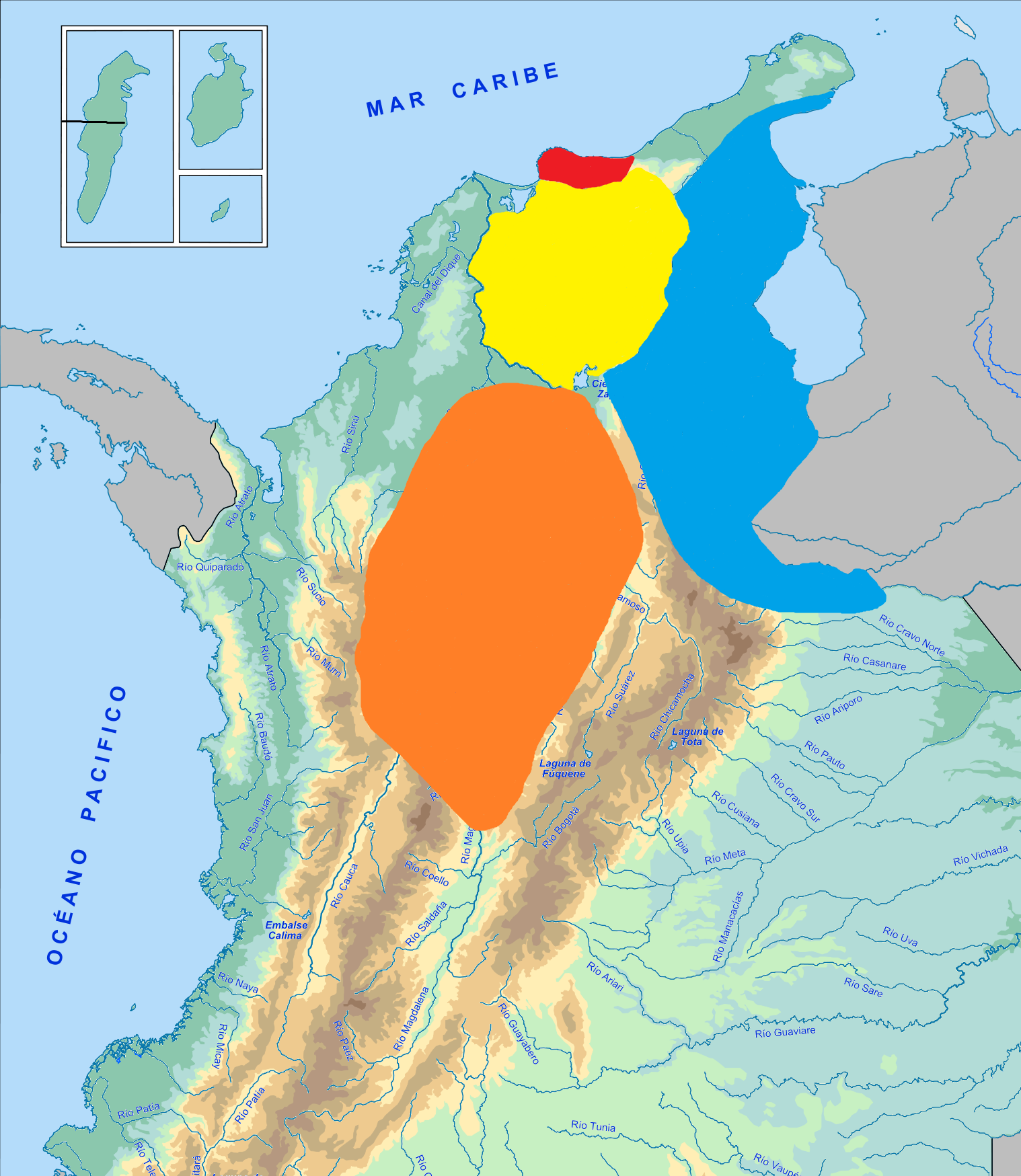
En jaune, aire de répartition de Cebus cesarae.

Ce capucin est uniquement présent dans le Nord-Ouest de la Colombie, dans les départements du Cesar, de la Magdalena et dans le Sud de La Guajira,.

## Habitat
Le Sapajou du Cesar vit dans les forêts sèches semi-décidues, les forêts-galeries et les mangroves,.

## Description
Sa fourrure est de couleur très claire, ce qui a très tôt permis de le distinguer de Cebus versicolor et des sous-espèces de Cebus albifrons. Les mâles ont une longueur de tête et de corps comprise entre 30,8 et 40,7 cm et une queue longue de 41,9 à 49,5 cm. Les femelles ont une longueur de tête et de corps comprise entre 35,3 et 38,5 cm et une longueur de queue comprise entre 46,1 et 50 cm,.

## Conservation
Le Sapajou du Cesar est classé comme en danger par l'UICN. Son habitat aurait régressé de 80 % entre le milieu du XXe siècle et les années 2010, du fait de l'exploitation minière, de l'élevage bovin et de la plantation de palmeraies à huile.

## Systématique
Le nom valide complet (avec auteur) de ce taxon est Cebus cesarae Hershkovitz, 1949.
Le protonyme de ce taxon est : Cebus albifrons cesarae Hershkovitz, 1949.
La taxonomie de l'espèce est révisée en 2012, lors des études génétiques menées par Jean Philippe Boubli. Jusqu'à cette date, Cebus cesarae est considérée comme une sous-espèce du capucin à front blanc. Le Sapajou du Cesar est dès lors désigné comme un proche parent du capucin moine, du capucin varié, et d'autres cebinae de Colombie. Certains auteurs le considèrent d'abord comme une sous-espèce du capucin varié, mais il est finalement admis comme espèce à part entière par la classification de l'UICN et de l'ITIS.
Des études complémentaires réalisées en 2019, portant sur l'ADN mitochondrial, concluent toutefois que la distance génétique entre le capucin moine, le capucin varié et le capucin (à front blanc) de Santa Marta (Cebus albifrons malitiosus) est si faible et les hybridations si fréquentes qu'ils pourraient être considérés comme un complexe spécifique.
Ce taxon porte en français le nom vernaculaire ou normalisé suivant : Sapajou du Cesar,.
En anglais, il est communément appelé Rio Cesar White-fronted Capuchin (littéralement « Capucin à front blanc du Rio Cesar »). Et en Colombie, on l'appelle Mico bayo ou Carita blanca.
Cebus cesarae a pour synonymes :
- Cebus albifrons cesarae Hershkovitz, 1949
- Cebus albifrons pleei Hershkovitz, 1949